# Bellegarde (Loiret)
Bellegarde es una comuna y población de Francia, en la región de Centro, departamento de Loiret, en el distrito de Montargis. Es la cabecera y mayor población del cantón de su nombre.
Su población en el censo de 2004 era de 1676 habitantes.
Está integrada en la Communauté de communes du Bellegardois.

## Demografía
| 1213 | 1144 | 1116 | 1110 | 1124 | 1455 | 1425 | 1442 | 1558 | 1676 |
| Para los censos de 1962 a 1999 la población legal corresponde a la población sin duplicidades (Fuente: INSEE [Consultar]) |      |      |      |      |      |      |      |      |      |